# Епархия Непорочного Зачатия Пресвятой Девы Марии в Прудентополисе

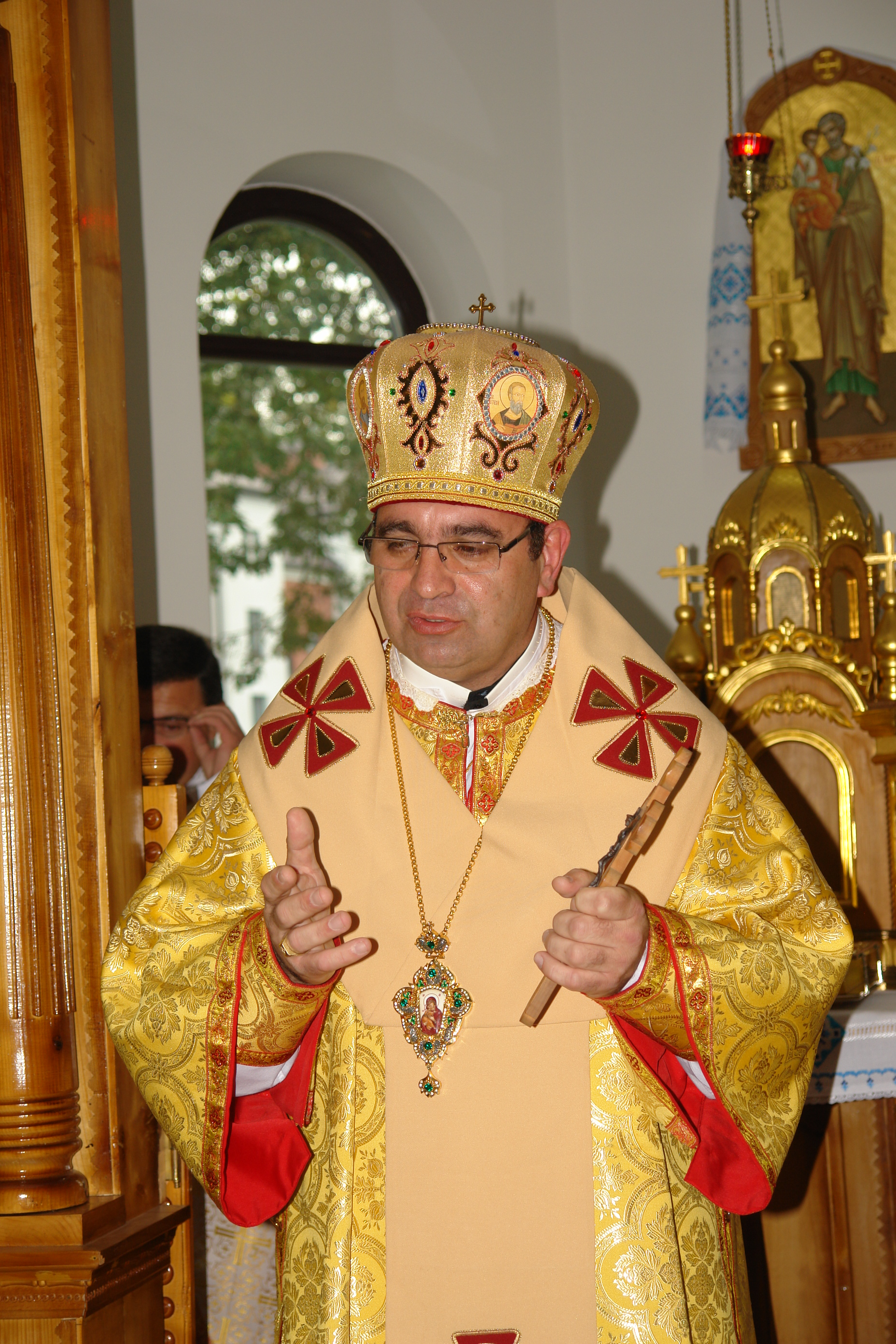
Священник Мирон Мазур

 Епархия Непорочного Зачатия Пресвятой Девы Марии в Прудентополисе — епархия Украинской Греко-католической церкви с центром в городе Прудентополис, Бразилия. Епархия Непорочного Зачатия Пресвятой Девы Марии в Прудентополисе входит в митрополию Святого Иоанна Крестителя в Куритибе. Кафедральным собором епархии Непорочного Зачатия Пресвятой Девы Марии в Прудентополисе является церковь святого Иосафата в городе Прудентополис.

## История
12 мая 2014 года Римский папа Франциск учредил епархию Непорочного Зачатия Пресвятой Девы Марии в Прудентополисе, выделив её из епархии святого Иоанна Крестителя в Куритибе, которая в этот же день была возведена в ранг архиепархии.

## Ординарии епархии
- епископ Мирон Мазур OSBM[1] (12.05.2014 — по настоящее время).

## Источник
- Объявление об учреждении  (лат.)